# Pietro Cancellieri
Pietro Cancellieri (também Pietro Cavalieri) (falecido em 1580) foi um prelado católico romano que serviu como bispo de Lipari (1571–1580).

## Biografia
No dia 3 de outubro de 1571, Pietro Cancellieri foi nomeado durante o papado de Pio V como Bispo de Lipari.  A 7 de outubro de 1571, foi consagrado bispo por Scipione Rebiba, Cardeal-Sacerdote de Santa Maria in Trastevere, com Umberto Locati, Bispo de Bagnoregio, Eustachio Locatelli, Bispo de Reggio Emilia, servindo como co-consagradores. Serviu como Bispo de Lipari até à sua morte em 1580.